# Mexicaanse wormhagedis
De Mexicaanse wormhagedis of ajolote (Bipes biporus) is een wormhagedis uit de familie tweepotige wormhagedissen (Bipedidae).

## Naam en indeling
De wetenschappelijke naam van de soort werd voor het eerst voorgesteld door Edward Drinker Cope in 1894. Oorspronkelijk werd de wetenschappelijke naam Euchirotes biporus gebruikt.
De soortaanduiding biporus betekent vrij vertaald 'voorzien van twee gaten'; bi = twee en porus = opening.

## Uiterlijke kenmerken
De Mexicaanse wormhagedis bereikt een lichaamslengte van ongeveer 20 centimeter. De hagedis heeft kleine zwarte oogjes en ook de bek is moeilijk te zien, de schubben zijn klein en glad zodat het dier makkelijker kan graven. De twee kleine mol-achtige voorpootjes zitten een beetje onderaan het lichaam, en hebben dikke vingers met vijf stevige nagels. De achterpoten ontbreken, vandaar de familienaam Bipedidae: 'bi' betekent twee, en 'pedes' betekent poot.
De wormhagedis kent net zoals veel andere hagedissen autotomie; het kunnen afwerpen van de staart bij predatie. De staart groeit echter nooit meer aan. Het dier lijkt zeer sterk op een regenworm omdat de breedte zeer klein is in verhouding met de lengte, en kan ook 'in de knoop' worden aangetroffen, dit doet hij onder andere tijdens de vervelling.

## Leefwijze
Het menu is apart; veelal wormen en termieten, waarop ondergronds gejaagd wordt. De wormhagedis komt maar zelden bovengronds, alleen na zware regenval. Deze soort is eierleggend.

## Verspreiding en leefgebied
De soort komt voor in Mexico (Baja California) en het zuiden van de Verenigde Staten, waar hij in droge en zanderige streken leeft in de buurt van vegetatie als struiken en lichte bebossing. De habitat bestaat uit tropisch en subtropisch scrubland, droog scrubland, hete woestijnen en weilanden.

## Beschermingsstatus
Door de internationale natuurbeschermingsorganisatie IUCN is de beschermingsstatus 'veilig' toegewezen (Least Concern of LC).